# Kimiko Zakreski
Kimiko Zakreski (* 31. Dezember 1983 in St. Albert) ist eine ehemalige kanadische Snowboarderin. Sie startete in den Paralleldisziplinen.

## Werdegang
Zakreski nahm im Dezember 1999 in Whistler erstmals am Snowboard-Weltcup der FIS teil, wobei sie den 40. Platz im Riesenslalom errang. Bei den Juniorenweltmeisterschaften 2002 in Rovaniemi belegte sie den 12. Platz, bei den Juniorenweltmeisterschaften 2003 in Prato Nevoso den 29. Rang im Parallel-Riesenslalom und bei den Snowboard-Weltmeisterschaften 2005 in Whistler den 34. Platz im Parallel-Riesenslalom sowie den 32. Rang im Parallelslalom. In der Saison 2005/06 wurde sie mit vier zweiten und einen ersten Platz Zweite in der Parallel-Wertung des Nor-Am-Cups. In der folgenden Saison kam sie mit drei Top-Zehn-Platzierungen auf den 31. Platz im Gesamtweltcup sowie auf den 16. Rang im Parallel-Weltcup und erreichte damit ihre besten Gesamtergebnisse. Beim Saisonhöhepunkt, den Snowboard-Weltmeisterschaften 2007 in Arosa, belegte sie den 27. Platz im Parallelslalom und den 16. Rang im Parallel-Riesenslalom. Nach Platz 34 im Parallelslalom in Landgraaf zu Beginn der Saison 2008/09, erreichte sie mit Platz zwei im Parallel-Riesenslalom in Limone Piemonte ihre erste Podestplatzierung im Weltcup und zum Saisonende erneut den 16. Platz im Parallel-Weltcup. Bei den Snowboard-Weltmeisterschaften 2009 in Gangwon kam sie auf den 32. Platz im Parallel-Riesenslalom und auf den 18. Rang im Parallelslalom. Zudem wurde sie mit je einen zweiten und dritten Platz Dritte in der Parallel-Wertung des Nor-Am-Cups. Auch in der Saison 2009/10 errang sie mit zwei zweiten Plätzen sowie einen dritten Platz diese Gesamtplatzierung im Nor-Am-Cup. Außerdem belegte sie beim Weltcup in Telluride den dritten Platz im Parallel-Riesenslalom und absolvierte in La Molina ihren 49. und damit letzten Weltcup, welchen sie auf dem 32. Platz im Parallel-Riesenslalom beendete. Zum Saisonende errang sie damit den 24. Platz im Parallel-Weltcup. Bei ihrer einzigen Teilnahme im Februar 2010 in Vancouver an Olympischen Winterspielen belegte sie den 29. Platz im Parallel-Riesenslalom.

## Teilnahmen an Weltmeisterschaften und Olympischen Winterspielen

### Olympische Winterspiele
- 2010 Vancouver: 29. Platz Parallel-Riesenslalom

### Snowboard-Weltmeisterschaften
- 2005 Whistler: 32. Platz Parallelslalom, 34. Platz Parallel-Riesenslalom
- 2007 Arosa: 16. Platz Parallel-Riesenslalom, 27. Platz Parallelslalom
- 2009 Gangwon: 18. Platz Parallelslalom, 32. Platz Parallel-Riesenslalom

## Weltcup-Gesamtplatzierungen
| Saison    | Gesamt | Gesamt | Parallel | Parallel |
| Saison    | Punkte | Platz  | Punkte   | Platz    |
| --------- | ------ | ------ | -------- | -------- |
| 1999/2000 | 2      | 127.   | -        | -        |
| 2002/03   | -      | -      | 32       | 66.      |
| 2003/04   | -      | -      | 19       | 82.      |
| 2004/05   | -      | -      | 19       | 76.      |
| 2005/06   | 392    | 108.   | 392      | 41.      |
| 2006/07   | 1716   | 31.    | 1716     | 16.      |
| 2007/08   | 569    | 90.    | 569      | 36.      |
| 2008/09   | 1750   | 37.    | 1750     | 16.      |
| 2009/10   | 1094   | 52.    | 1094     | 24.      |